# 힉슨 그레이시
힉슨 그레이시(포르투갈어: Rickson Gracie, IPA: [ˈxiksõ ˈɡɾejsi], 1959년 11월 21일 ~ )는 브라질 출신의 브라질 유술가, 종합 격투가다. 그레이시 유술의 창시자 엘리우 그레이시의 셋째 아들로, 형제 중에서도 가장 실력자로 알려져 있다. 브라질 유술 8단이다.
2008년 헐리웃 영화 《인크레더블 헐크》에서 주인공 브루스에게 복식 호흡법을 가르쳐 주는 브라질 무술가로 출연하기도 하였다.

## 종합격투기 경력
1990년대 전반, UFC에서 활약하던 호이스 그레이시가 "나의 형 힉슨은 나보다 100배는 강하다"라고 말하면서 그의 이름이 알려지게 된 후 "450전 무패의 신화"로서 세상의 주목을 끌게 된다.
일본으로 진출하여 발레 투도 재팬 등의 대회에서 활약하다 1997년에 열린 PRIDE 1회 대회에서 일본의 간판 격투가 다카다 노부히코를 1라운드에 꺾고, 1년 뒤 열린 4회 대회에서 또 다시 노부히코에 승리를 거두면서 명성을 드높였다.
2000년에 열린 콜로세움2000에서 후나키 마사카츠에 승리를 거둔 이후, 현역에서 은퇴하여 캘리포니아에 위치한 힉슨 그레이시 국제 주짓수 센터에서 주짓수를 전파하고 있다.